# Almus

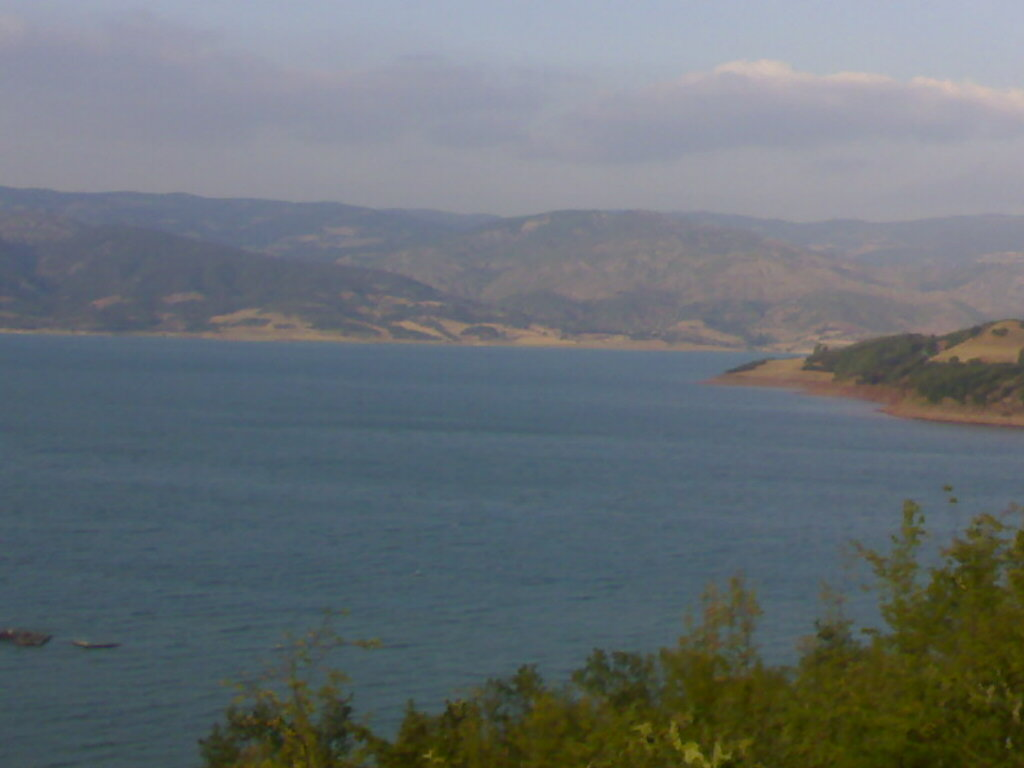
Almus Dam Lake in Almus district

Almus est une ville et un district de la province de Tokat dans la région de la mer Noire en Turquie.